# Norderhaug
Norderhaug är en tätort i Hvalers kommun i Østfold fylke i sydöstra Norge. Orten ligger vid fylkesväg 108, på den nordöstra delen av ön Vesterøy.